# Красная школа (Элиста)
 Красная школа  — название архитектурного памятника, находящегося на улице Ленина 201А в городе Элиста, Калмыкия. В настоящее время Красная школа является одним из самых старых зданией Элисты, сохранившихся до нашего времени (после Крестовоздвиженской церкви, которая является зданием бывшей церковно-приходской школы, построенной в 1879 году). Красная школа внесена в список объектов культурного наследия Республики Калмыкия.

## История
Появление первой школы в селе Элиста и других средних учебных заведений в Калмыкии было непосредственно связано с деятельностью учительницы Юрковой Татьяны Дмитриевной и врача Залкинда Семёна Рафаиловича.
В 1902 году Юркова Т. Д. обратилась в Улусную администрацию и Управление калмыцким народом с прошением построить в Калмыкии образовательные учреждения для детей-калмыков и взрослых. В 1906 году в Элисте была построена первая школа для 25 девочек-калмычек, затем открылись три аймачных школы. В 1910 году в Элисте было завершено строительство здания для улусной мужской школы.
Из всех школ, построенных в начале XX века в Калмыкии, сохранилась только сегодняшняя Красная школа, которая была построена в 1907 году и использовалась как улусная школа-интернат для мальчиков. В школе-интернате обучались в основном дети бедняков и сироты, посещали её и дети служащих улусной администрации. Обучение в школе продолжалось четыре года. Школа готовила детей к поступлению в Калмыцкое училище в Астрахани.
7 мая 2009 года решением Народного Хурала (Парламента) Республики Калмыкия № 226-IV «Об утверждении Списка объектов культурного наследия Республики Калмыкия» памятник внесён в реестр объектов культурного наследия Республики Калмыкия (№ 288).

## В настоящее время
В настоящее время Красная школа является административным зданием и репетиционной базой Государственного театра танца Калмыкии "Ойраты".
Возле Красной школы в настоящее время находится здание начального блока Калмыцкой национальной гимназии им. Кичикова, построенной в 1938 году.

## Источник
- Фонды Национального музея Калмыкии
- Прокопенко В. Жизнь, отданная детям калмыцкой степи/ Вечерняя Элиста, 2003, 4 октября
- Прокопенко В. Народный эмчи Залкинд / Вечерняя Элиста, 2003, 11 ноября